# Lucien Baumann
Pour les articles homonymes, voir Baumann.
Lucien Baumann, né le 9 avril 1910 à Rennes en Ille-et-Vilaine et mort le 10 septembre 2012 à Niederhaslach dans le Bas-Rhin est un avocat, poète et homme de lettres français.

## Biographie
Lucien Baumann a fait ses études en Alsace, d’abord au Lycée Fustel-de-Coulanges de Strasbourg où enseignait son père, puis à la Faculté de Droit de Strasbourg pour sa licence et son doctorat économie Politique.
Avocat au Barreau de Strasbourg en 1933, Lucien Baumann a assuré la défense de Lucien Sittler en 1937, qui reste dans la mémoire locale comme le dernier condamné à mort exécuté en Alsace. Il a milité pour l’abolition de la peine de mort en France.
Lucien Baumann, ancien bâtonnier de Strasbourg de 1976 à 1978, vient tardivement à l’écriture puisque jusqu’à sa retraite dans les années 1980, l’avocat ignorait l’écrivain.
Poète inspiré, il a publié plus d’une vingtaine d’ouvrages, préfacés entre autres par Léopold Sédar Senghor, Pierre de Boisdeffre, Michel Déon et illustrés par Charles-Gustave Stoskopf, Tomi Ungerer, Claude Lapointe, Camille Claus, Robert Beltz et Pavel Canda.
Outre de très nombreux prix littéraires, Lucien Baumann a été récompensé à deux reprises par l’Académie française dont il a reçu la grande médaille pour Fables d’Aujourd’hui en 1986 et la médaille de bronze du Prix Paul Verlaine pour Le Rendez-vous de Samarcande en 1996.
Il meurt le 10 septembre 2012 à l’âge de 102 ans, à Niederhaslach en Alsace.

### Œuvre poétique
- Par monts et par mots, 1975.
- Miroirs qui rêvent, 1976.
- Les chatons de saule, 1978.
- Le coffret de santal, 1979.
- Fables d’aujourd'hui et poèmes animaliers, 1981. Préface de Gilbert Schilling. Illustrations de Pavel Canda Éditions Sadifa - Strasbourg, 1981,  (ISBN 2-903793-00-X).
- Fables d’aujourd'hui », dites par Colette Renard sur des musiques originales de Félix Bernard Struber.
- Le chasseur de papillons. Préface de Léopold Sédar Senghor. Illustrations de Robert Beltz. Éditions Coprur - 1989.  (ISBN 978-2-903297-12-1)
- Brûlures du silence -  Éd. Coprur 1989. Illustrations de Camille Claus,  (ISBN 978-2842081287).
- Lève-toi vieux soleil - 1990. Préface du Doyen Georges Livet. Illustrations de Jean Richard Haeusser,  (ISBN 978-2908367126).
- Les tréteaux sont dressés - 1991. Préface de l’Ambassadeur Pierre de Boisdeffre. Illustrations de Claude Lapointe,  (ISBN 978-2716501415).
- Le rendez-vous de Samarcande - 1995. Préface et illustrations de Tomi Ungerer.
- Luminance - 1998.  Préface de Michel Déon de l’Académie Française. Illustrations de Charles-Gustave Stoskopf,  (ISBN 978-2853691765).
- Juridic Park, Éd. Carré Blanc - Strasbourg - 2000,  (ISBN 978-2844880260).
- Les trois éléments, Éditions Coprur - 2000.  (ISBN 978-2-84208-061-7)
- Triangle, Éditions Coprur - 2004.  (ISBN 978-2-84208-130-0)
- Chatterie, Éditions Coprur - 2004.  (ISBN 978-2-84208-129-4)
- Cendre de l’Aube,  Éditions Coprur - 2004.  (ISBN 978-2-84208-131-7)
- Brûlure du silence, illustrations de Camille Clauss. Éditions Coprur - 2004.  (ISBN 978-2-84208-128-7)
- Les caractères de A à Z, illustrations de Claude Lapointe. Éditions Coprur - 2005.  (ISBN 978-2-84208-140-9)
- Le carrousel animalier - 100 figurants. Éditions Coprur - 2005.  (ISBN 978-2-84208-150-8)
- Quadrige, Éditions Coprur - 2007.  (ISBN 978-2-84208-162-1)
- À travers l’Alsace,  illustrations de Jean-Paul Ehrismann, Éditions Coprur - 2009.  (ISBN 978-2-84208-191-1)

### Prix littéraires
- Premier prix de la Fable de la Société des Poètes et Artistes de France - Belfort - 1980.
- Plaquette d’Or de l’Académie Internationale de Lutèce - Paris - 1984.
- Prix du Palais Littéraire - Paris 1976.
- Lauréat de l’Académie Française - Grande Médaille - pour Fables d’Aujourd'hui - 1986.
- Bretzel d'or de la Poésie décerné par l’Institut des Arts et Traditions Populaires d’Alsace Strasbourg - 1987.
- Prix de poésie classique de la XIe Biennale Azuréenne de Cannes - 1987.
- Prix de poésie « Clément Marot » de l’Académie Littré pour Le Chasseur de Papillons - 1988.
- Prix du Palais Littéraire - Strasbourg - 1988.
- Prix Cesare Pavese pour l’ensemble de son œuvre - San Stefano Belbo (Italie)- 1992
- Prix Raphaël-Leygues de la Société des Poètes Français pour l’ensemble de son œuvre - Paris 1993.
- Prix de la Nature et de l’Environnement du Jasmin d’Argent - Société Littéraire de l’Agenais - 1993.
- Prix Maurice Donnay de la Fédération Nationale des Écrivains de France - Académie des Provinces Françaises pour De l’Avare au Zélé ou Les Caractères de A à Z - 1995.
- Lauréat de l’Académie Française, Prix Paul Verlaine pour Le Rendez-vous de Samarcande - 1996.
- Prix Huguette Perrier de Poésie Classique de l’Académie des Jeux Floraux de Toulouse pour Les Tréteaux sont Dressés - 1996.
- Lyre d’Honneur de l’Institut Académique de Paris - 1996.
- Prix spécial du jury de la Fédération des Écrivains de France – Académie des Provinces Françaises - 1998.
- Prix Bernard Aurore de l’Académie des Poètes Classiques de France - 1998.
- Prix Spécial du Jasmin d’Argent pour l’ensemble de son œuvre - 1998.
- Prix Jean Michel Renaitour de la Société des Poètes Français - Prix de fondation - 1998.
- Coupe de la Ville de Paris de l’Institut Académique de Paris - 1998.
- Premier prix de Poésie Classique du Conservatoire de la Poésie Classique Française Paris - 1998.
- Grande Coupe d’Honneur - Hors concours - de l’Académie Internationale de Lutèce Paris - 1999.
- Prix de littérature pour l’ensemble de son œuvre décerné par l’Académie des Marches de l’Est - 2009.

### Hommages et reconnaissance
- Grande médaille René Cassin pour les mérites acquis au titre du civisme et de la défense des Droits de l’Homme - Metz 1989.
- Médaille d’honneur de la ville de Metz - 1989.
- Grande Médaille du Centre Mondial de la Liberté et des Droits de l’Homme - Verdun 1990.
- Depuis 2003 le Lycée Fustel-de-Coulanges de Strasbourg décerne un prix de poésie classique intitulé Prix de poésie classique Lucien Baumann.
- En 2008 le concours étudiant de poésie du CROUS de Strasbourg est baptisé Prix de la Poésie Universitaire Lucien Baumann.
- À Niederhaslach dans le Bas-Rhin où il demeure, une voie s’appelle Rue du Bâtonnier Baumann.